# Coeloturatia patanei
Coeloturatia patanei là một loài bướm đêm trong họ Noctuidae.